# Gente Emergente (Venezuela)
Gente Emergente (también conocida por sus siglas; GE o GENTE) es un partido político venezolano de  centro, fundado el 22 de junio de 1991. 
La dirigencia del partido se encontró dividida entre la adhesión inmediata al Partido Socialista Unido de Venezuela (PSUV) o una discusión que incluyera a todos los factores que apoyaran al entonces presidente Hugo Chávez. Finalmente la fusión en un único partido de izquierda no se concretó y GE se mantuvo como partido independiente. En el año 2018 se adiciona a la plataforma de oposición Soy Venezuela.
En la actualidad no está habilitado para participar en elecciones.

## Historia electoral
En las elecciones presidenciales de 1993, apoyan al candidato Oswaldo Álvarez Paz del partido COPEI, en ese momento Gente Emergente obtuvo poco más de 5.000 votos (0,09%); en las elecciones presidenciales de 1998 y 2000 apoyaron a Hugo Chávez, logrando la expansión a nivel nacional del partido, al conseguir su máximo histórico con más de 56.500 votos un 0,86% (1998) y luego bajó a 13.491 votos un 0,21% (2000). En las elecciones regionales de 2004, Municipales y Parlamentarias 2005 Gente Emergente se ha mantenido entre los primeros 25 partidos políticos de Venezuela. En las Elecciones Presidenciales de diciembre de 2006 obtuvo 29.690 votos (0,26%) votos para su Candidato Hugo Chávez. En las elecciones regionales de 2008 obtuvo su mayor porcentaje electoral al obtener 133.593 votos (1,34%) a nivel de gobernaciones en todo el país.

## Ruptura con el gobierno de Chávez
En las elecciones regionales del 2008 a los candidatos del PSUV se les ordenó rechazar el apoyo de Gente Emergente. La dirección nacional del PSUV rompió con este partido de la Alianza Patriótica porque inscribió a los disidentes Julio César Reyes como aspirante a la gobernación de Barinas y a Lenny Manuitt a la gobernación del Guárico, en lugar de sumarse a Adán Chávez y Willian Lara. El primer vicepresidente del PSUV, Alberto Müller Rojas, alegó: Hay información de que en otros estados Gente Emergente mantiene contactos y colabora con adversarios de la revolución socialista. Esto los llevó a hacer definitivamente una ruptura con el gobierno de Hugo Chávez.

## Posición ante la propuesta de enmienda constitucional
En el mes de diciembre del año 2008 el exalcalde del Municipio Barinas y dirigente de esta organización política en conjunto con excandidatos a las diferentes alcaldías del Estado Barinas y el diputado Wilmer Azuaje representante a la Asamblea Nacional por Gente Emergente y excandidato a la alcaldía del Municipio Barinas, dio una rueda de prensa a los medios de comunicación social en la sede de la organización política, Reyes anunció que Gente Emergente se suma al gran frente nacional contra la enmienda constitucional presentada por el presidente de la República Hugo Chávez, y ratificar su compromiso con el pueblo de Barinas y Venezuela.

## Adhesión a la Mesa de la Unidad Democrática
Luego de presentar candidaturas independientes del Gran Polo Patriótico para las Elecciones Regionales de Venezuela 2008, sumado a la postura contraria a la enmienda constitucional propuesta por el entonces presidente de la república Hugo Chávez, los representantes de la tolda política anunciaron su incorporación a la alianza opositora, lo cual les permitió postular candidaturas propias a las elecciones parlamentarias del año 2010, en donde Julio César Reyes se incorporó al Parlamento Nacional.
Para el año 2011 anunciaron su participación en las Elecciones primarias de la Mesa de la Unidad realizadas el 12 de febrero del año 2012, respaldando la candidatura de Pablo Pérez Álvarez, entonces gobernador del estado Zulia, a optar como candidato único por el bloque opositor a enfrentarse a Hugo Chávez el 7 de octubre en las presidenciales de 2012.
Tras la derrota de Pablo Pérez Álvarez en las primarias opositoras, anuncian su respaldo junto a los demás partidos de la Mesa de la Unidad Democrática a la candidatura de Henrique Capriles Radonski contra la reelección de Hugo Chávez en las Elecciones presidenciales de Venezuela de 2012.
Participaron en las Primarias de la MUD para las Elecciones parlamentarias de Venezuela de 2015, solo presentaron dos candidatos, entre ellos, estuvo el joven Jesús Gómez, postulado en circuito II del Estado Anzoátegui.
En las Elecciones parlamentarias de Venezuela de 2015 el partido obtuvo un representante principal por el voto lista del Estado Monagas, el diputado José Gregorio Aparicio Figueroa, y dos diputados suplentes entre esos Freddy Castellanos, quienes en 2017 y 2018 respectivamente abandonaron sus filas para unirse al movimiento independiente Prociudadanos. Quedando solamente el suplente Juan Vilera.

## Diputados a la Asamblea Nacional 2016-2021

### Principales
- José Gregorio Aparicio (renunció)

### Suplentes
- Juan Vilera (renunció)

## Adhesión a Soy Venezuela
El 20 de febrero de 2018 la tolda anunció su unión a la coalición Soy Venezuela dirigida por María Corina Machado.